# Ashenafi Bekele
Ashenafi Bekele   (Etiòpia) és un exfutbolista etíop i entrenador de futbol.
Destacà principalment en la seva faceta d'entrenador, on dirigí al clubs Commercial Bank of Ethiopia, Defence Force SC, Dire Dawa City (2012), Adama City FC (fins al 2017) i a la selecció nacional d'Etiòpia (2017).